# Malang
För andra betydelser, se Malang (olika betydelser).
Malang är en stad på östra Java i Indonesien. Den ligger i provinsen Jawa Timur och har cirka 870 000 invånare.